# Unhão e Lordelo
Unhão e Lordelo (oficialmente: União das Freguesias de Unhão e Lordelo) é uma freguesia portuguesa do município de Felgueiras, com 4,96 km² de área e 1099 habitantes (censo de 2021). A sua densidade populacional é 221,6 hab./km².

## História
Foi constituída em 2013, no âmbito de uma reforma administrativa nacional, pela agregação das antigas freguesias de Unhão e Lordelo e tem a sede em Unhão.

## Demografia
A população registada nos censos foi:
| Distribuição da População por Grupos Etários | Distribuição da População por Grupos Etários | Distribuição da População por Grupos Etários | Distribuição da População por Grupos Etários | Distribuição da População por Grupos Etários | Distribuição da População por Grupos Etários |
| -------------------------------------------- | -------------------------------------------- | -------------------------------------------- | -------------------------------------------- | -------------------------------------------- | -------------------------------------------- |
| Antes da agregação                           |                                              |                                              |                                              |                                              |                                              |
| Ano                                          | 0-14 anos                                    | 15-24 anos                                   | 25-64 anos                                   | >= 65 anos                                   | Total                                        |
| 2001                                         | 260                                          | 213                                          | 613                                          | 136                                          | 1222                                         |
| 2011                                         | 200                                          | 152                                          | 622                                          | 183                                          | 1157                                         |
| Após a agregação                             |                                              |                                              |                                              |                                              |                                              |
| Ano                                          | 0-14 anos                                    | 15-24 anos                                   | 25-64 anos                                   | >= 65 anos                                   | Total                                        |
| 2021                                         | 139                                          | 145                                          | 582                                          | 233                                          | 1099                                         |